# 阿子島俊治
阿子島 俊治（あこしま しゅんじ、1902年〈明治35年〉6月29日 - 1954年〈昭和29年〉4月30日）は、日本のジャーナリスト、政治家。

## 来歴・人物
宮城県刈田郡白石町（現・白石市）生まれ。1927年早稲田大学政治経済学部政治学科を卒業し、国民新聞社に入社。政治部記者、政治部次長、論説委員を歴任した。
政治ジャーナリストとして活動する一方早くから政界入りを志し、1936年に立憲民政党公認で第19回衆議院議員総選挙に立候補したが落選。その後1942年に行われた翼賛選挙で翼賛政治体制協議会の推薦候補として立候補し初当選、翼賛政治会・大日本政治会に所属した。
阿子島が総選挙に初当選したのは翼賛選挙だったが、落選したとはいえ政党解消前に民政党公認で総選挙に立候補したことがあったことや、ジャーナリスト時代に衆議院議長を務めたこともある民政党の大物政治家・藤沢幾之輔の伝記を上梓したこともあったため、阿子島は翼賛議会においては戦前の民政党の系譜を受け継ぐ政治家とみなされた。阿子島の政治家としての業績は大政翼賛会政策局嘱託、東亜連盟協会常任委員、内閣委員、大政翼賛会調査局第3部副部長等を歴任したことが挙げられる。
敗戦後は日本進歩党の結党に参加したが公職追放。追放解除後は1952年の第25回衆議院議員総選挙に改進党公認で立候補したが落選し、1953年の第26回衆議院議員総選挙にも同じく改進党公認で立候補したが再び落選し、国政復帰を果たすことはなかった。その後、白石町長として同市の戦後復興に尽力したという。

## 著作

### 単著
- 『内閣審議会とは何をする所か？ 新設・国策参謀本部の全貌を知れ！』今日の問題社〈今日の問題 No.9〉、1935年3月。全国書誌番号:44025073 NDLJP:1094551。
- 『次の政局を支配するは誰か ―軍部・政党・官僚―』日本講演通信社、1935年11月。全国書誌番号:44030669 NDLJP:1097930。
- 『広田弘毅と寺内大将』芳名堂、1936年4月。全国書誌番号:44019139 NDLJP:1090928。

### 編集
- 『藤沢幾之輔』斗南書院、1935年10月。 NCID BA35415345。全国書誌番号:47018695 全国書誌番号:48012753 NDLJP:1157258 NDLJP:1225692。
  - 『藤沢幾之輔』（再版）斗南書院、1936年8月。 NCID BA3975784X。全国書誌番号:46071199 NDLJP:1231673。
  - 『藤沢幾之輔 伝記・藤沢幾之輔』（復刻版）大空社〈伝記叢書 278〉、1997年11月。ISBN 9784756804891。 NCID BA33621357。全国書誌番号:99022401。